# Lepenka

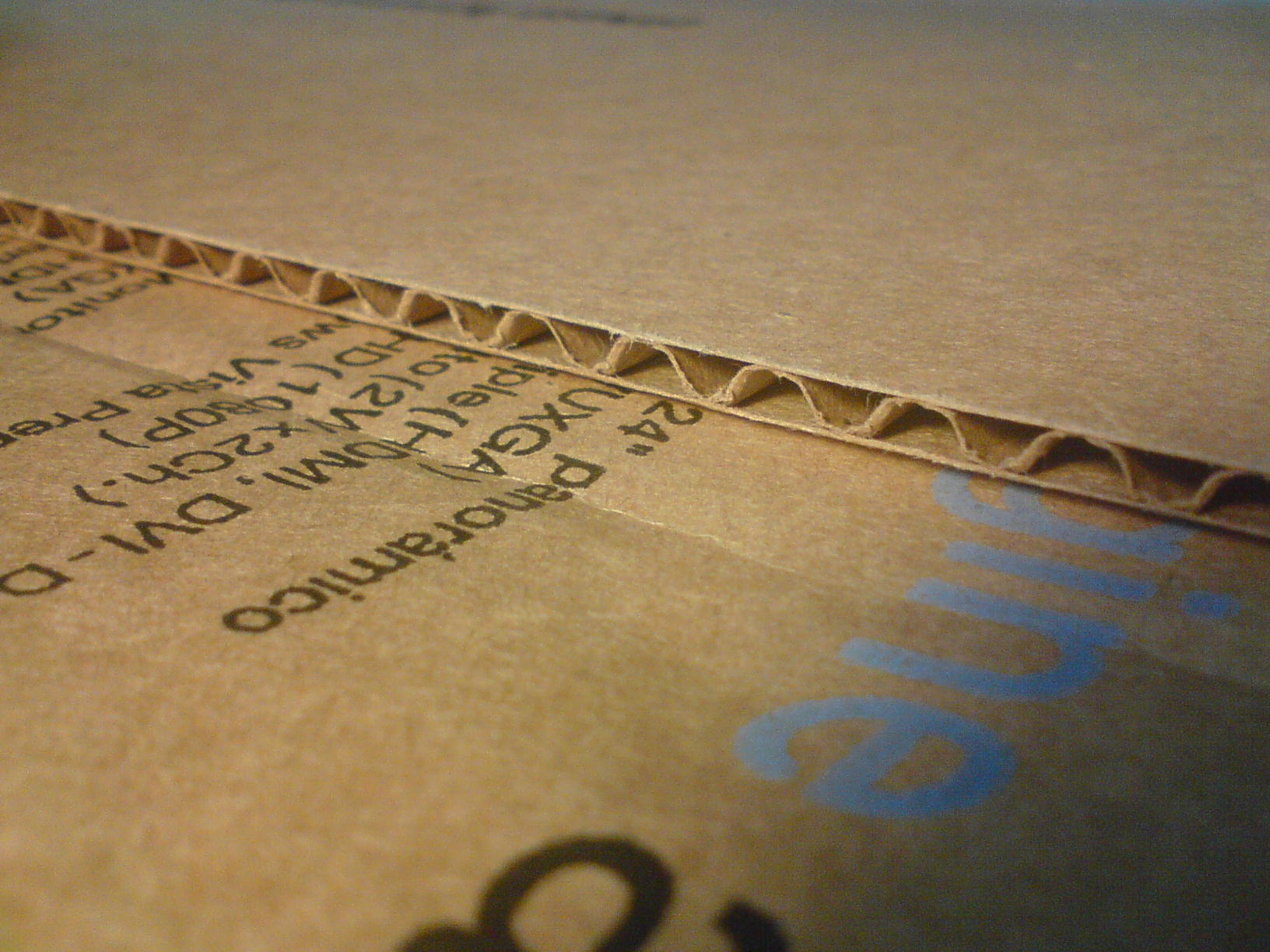
Vlnitá lepenka

Lepenka je vícevrstvý plošný materiál. Lepenka může být:
- hladká lepenka – také karton, papír s velkou plošnou hmotností pro výrobu kartonáže a vazbu knih.
- vlnitá lepenka – dvou- až sedmivrstvá struktura, ve které se střídají vrstvy hladké lepenky a zvlněné lepenky. Užití především pro výrobu kartonáže, krabic, obecně v obalové technice.
- izolační lepenka – hladká lepenka napuštěná izolační látkou, případně s další plastovou vrstvou pro voděodolné izolace ve stavebnictví, například térový papír, IPA (hydroizolace).
- elektrotechnická lepenka – také pod názvem „prešpán“ pro izolaci drážek točivých el. strojů (motorů, generátorů).

Výraz lepenka se nářečně používá také pro označení lepicích pásek – papírových, plastových, textilních, elektroizolačních apod.